# Bolivar (Ohio)
Pour les articles homonymes, voir Bolívar.
La ville américaine de Bolivar (en anglais [ˈbɒlɨvər]) est située dans le comté de Tuscarawas, dans l’Ohio. En 2010, sa population s’élevait à 994 habitants.

## Source
- (en) Cet article est partiellement ou en totalité issu de l’article de Wikipédia en anglais intitulé « Bolivar, Ohio » (voir la liste des auteurs).